# Agaplesion Diakonieklinikum Rotenburg
Das Agaplesion Diakonieklinikum Rotenburg ist ein Krankenhaus der Maximalversorgung in der niedersächsischen Stadt Rotenburg (Wümme). Das zur Agaplesion gehörende Haus gehört zu den größten Krankenhäusern in Niedersachsen. Bis Juli 2013 hieß es Diakoniekrankenhaus Rotenburg (Wümme).

## Geschichte
Im Jahr 1880 erfolgte die Gründung der heute unter dem Namen „Rotenburger Werke der Inneren Mission“ bestehenden Stätten für geistig Behinderte. 1905 verlegte das von Elise Averdieck gegründete evangelisch-lutherische Diakonissenmutterhaus Bethesda seinen Sitz von Hamburg nach Rotenburg. Die Gründung in Rotenburg erfolgte durch Helene Hartmeyer. Dieser Schritt war mit dem Bau eines Krankenhauses (heutiges Diakoniekrankenhaus) und der Übernahme der Pflege für die Bewohner der Rotenburger Werke verbunden.
In den 1970er Jahren wurde ein großes neues Haupthaus gebaut, das stetig erweitert wurde.
Das Diakoniekrankenhaus in der Kreisstadt Rotenburg in Niedersachsen ist heute ein Krankenhaus der höchsten Versorgungsstufe. In 23 Kliniken und Instituten sowie mehreren medizinischen Abteilungen, MVZs und Belegabteilungen sind rund 2.300 Mitarbeiter für ihre Patienten tätig. Das ca. 700 Betten umfassende Krankenhaus ist Lehrkrankenhaus der Universität Hamburg. Das Diakoniekrankenhaus in Rotenburg zählt zu den größten Krankenhäusern in Norddeutschland. Über 900 Schwestern und Pfleger sowie rund 250 Ärzte behandeln und versorgen jährlich mehr als 30.000 stationäre Patienten und 100.000 ambulante Patienten. Es ist einer der wichtigsten lokalen Arbeitgeber.
Heute besteht das Krankenhaus aus den Häusern A bis D, dem benachbarten Mutterhausgelände und der Klinik für Kinder- und Jugendpsychiatrie, Psychotherapie im Ortsteil Unterstedt.
2007 wurde über die ProDiako ein Kooperationsvertrag mit der benachbarten Aller-Weser-Klinik mit Standorten in Verden und Achim unterzeichnet. 2010 vereinbarte das Diakoniekrankenhaus und der Landkreis Verden, eine Minderheitsbeteiligung des Diakoniekrankenhauses von über 25 Prozent an den Aller-Weser-Kliniken anzustreben.
2012 übernahm die Frankfurter Krankenhausgesellschaft Agaplesion die proDiako und damit auch mehrheitlich das  Diakoniekrankenhaus. Am 1. August 2013 wurde das Diakoniekrankenhaus in Agaplesion Diakonieklinikum Rotenburg umbenannt.
Im Mai 2018 wurde der Chefarzt der Kinder- und Jugendpsychiatrie, Bernhard Prankel, freigestellt und eine unabhängige Anlaufstelle eingerichtet. Das Universitätsklinikum Hamburg-Eppendorf setzte die Zusammenarbeit mit der KJP als Akademisches Lehrkrankenhaus aus. In der Revisionsverhandlung vor dem Landesarbeitsgericht in Hannover im Jahre 2020 unterlag Bernhard Prankel erneut, nachdem bereits das Arbeitsgericht in Verden gegen ihn entschieden hatte.

### Persönlichkeiten
- Tom Schaberg, Delegierter für Deutschland in der European Respiratory Society
- Hans Rudolph, deutschlandweit bekannter Traumatologe, Träger der Carl-Thiem-Medaille 2001. 25 Jahre hier tätig

## Einrichtung
Es bestehen folgende Kliniken:
- Klinik für Allgemein-, Viszeral- und Thoraxchirurgie
  - Abteilung für Thoraxchirurgie
- Klinik für Gefäßchirurgie und Endovaskuläre Chirurgie, Gefäßzentrum
- Klinik für Unfallchirurgie und Orthopädie
  - Praxis für Rehabilitative Medizin (PRM)/MVZ
  - Abteilung Kinderorthopädie
- Klinik für Kardiologie
- Klinik für Gastroenterologie, Diabetologie und Endokrinologie – Hepatologie und Ernährungsmedizin
- Belegklinik für Augenkrankheiten
- Frauenklinik:
  - Perinatalmedizin und Geburtshilfe
  - Frauenheilkunde und gynäkologische Onkologie
  - Brustkrebszentrum
  - Familienzentrum
- Klinik für Hämatologie - Onkologie, Nephrologie und Geriatrie – Stammzellentransplantation
- HNO-Klinik
- Institut für Anästhesie und Intensivmedizin
- Institut für Diagnostische und Interventionelle Radiologie/Neuroradiologie
- Pathologisches Institut / MVZ
- Klinik für Kinder und Jugendliche
  - Sozialpädiatrisches Zentrum
- Klinik für Kinder- und Jugendpsychiatrie, -psychotherapie und -psychsomatik
- Klinik für Mund-, Kiefer- und Plastische Gesichtschirurgie
- Neurochirurgische Klinik / MVZ
- Klinik für Plastische, Rekonstruktive und Ästhetische Chirurgie, Handchirurgie
- Klinik für Psychiatrie und Psychotherapie
- Klinik für Strahlentherapie und Radioonkologie / MVZ
  - Institut für Nuklearmedizin und Schilddrüsendiagnostik / MVZ
- Klinik für Urologie
- Lungenklinik / Zentrum für Pneumologie
- Neurologische Klinik / Epilepsiezentrum / MVZ
- Endoprothetikzentrum
- Traumazentrum
- Viszeralonkologisches Zentrum mit Darm- und Magenkrebszentrum
- Wundzentrum
- Zentrum für Intensivmedizin
- Zentrum für Notfallmedizin
- Zentrum für Menschen mit Behinderung
- Praxis für Ergotherapie
- Praxis für Dermatologie / MVZ
- Praxis für Logopädie
- Praxis für Rehabilitative Medizin / MVZ
- Psychoonkologie
- mehrere externe MVZ

Das am Krankenhaus ansässige Labor wird durch die Laborgemeinschaft Rotenburg im Rahmen des LADR-Verbundes betrieben.